# 香酚草
香酚草（学名：Cymbopogon eugenolatus）为禾本科香茅属下的一个种。

## 扩展阅读
- 維基物種上的相關：香酚草